# Аввакум (Боровков)
Епи́скоп Авваку́м (в миру Григо́рий Анто́нович Боровко́в; 20 мая 1892, Уфа — 15 октября 1937, станция Медвежья гора, Карельская АССР) — епископ Русской православной церкви, епископ Староуфимский, викарий Уфимской епархии. Друг и соратник архиепископа Андрея (Ухтомского), деятель "андреевского" направления Истинно-православной церкви.

## Биография
Родился в 1892 году в семье проживавшего в Уфе елабужского мещанина Антона Ианнуариевича Боровкова и его жены Марии Филипповны. По национальности русский.
В 1911 году окончил Уфимскую гимназию. В 1917 году окончил физико-математический факультет Казанского университета. Собирался посвятить жизнь научной и педагогической карьере.

### Преподаватель и монах
Большое влияние на него оказал епископ Андрей (Ухтомский), с которым он познакомился в 1916 году.
В 1917 году вернулся в Уфу, где давал частные уроки по математике. В 1918 году стал преподавателем физики в Промышленно-экономическом техникуме (бывшее коммерческое училище), где работал до 1922 (с перерывом на 1919—1920). С 1921 года также преподавал во 2-й советской школе Уфы.
В 1919 году архиепископом Андреем (Ухтомским) был рукоположён в сан диакона. Весной 1922 года был пострижен в монашество, рукоположён во иеромонаха и возведён в сан игумена.

### Епископ

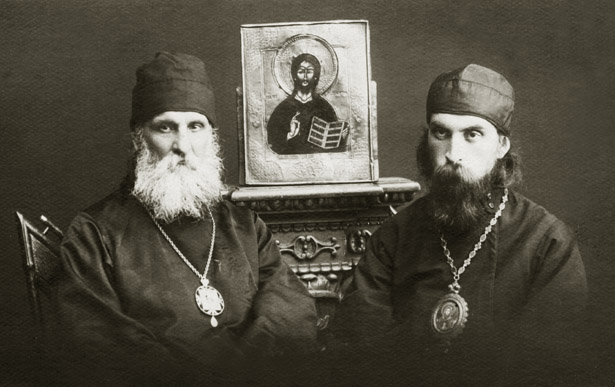
Архиепископ Андрей (Ухтомский) и епископ Аввакум (Боровков)

28 ноября 1922 года по благословению епископа Андрея тайно хиротонисан епископами Марком (Боголюбовым) и Трофимом (Якобчуком) в Уфе во епископа Староуфимского, викария Уфимской епархии. Его называли «ночным» епископом, потому что его хиротония совершалась ночью. Впоследствии его хиротония была признана Патриархом Тихоном. Участвовал в борьбе против обновленческого движения. Даже будучи епископом, продолжал преподавательскую деятельность. Организовал тайный кружок «Уфимской религиозной молодёжи».
27 декабря 1922 года был арестован. Обвинён в том, что «будучи служителем Религиозного Культа, продолжал занимать должность преподавателя во 2-й Советской школе 2-й ступени, тем, нарушая Конституцию РСФСР… Будучи преподавателем советской школы, старался под видом просвещения молодежи провести религиозные цели». Власти опасались влияния умного и образованного епископа на свою паству в условиях, когда большевики всячески стремились усилить позиции обновленцев.
16 мая 1923 года приговорён к трём годам ссылки, которую отбывал в Зырянском крае. По данным ОГПУ, «устраивал на квартире разные церковные церемонии» (видимо, речь идёт о домашней церкви, в которой служил ссыльный епископ).
В июле 1926 года — после освобождения из ссылки вернулся в Уфу. В 1926 году был запрещён в служении Заместителем Патриаршего Местоблюстителя митрополитом Сергием (Страгородским) за переход вслед за Андреем (Ухтомским) в старообрядческую юрисдикцию.
16-19 октября 1927 года организовал в Уфе Съезд староцерковного клира и мирян — сторонником владыки Андрея (Ухтомского). По решению съезда на период отсутствия в Уфе архиепископа Андрея назначен временно управляющим Уфимской епархией.
10 декабря 1927 года был арестован «за активное противодействие Советской власти путём массового изготовления листовок и распространения их по приходам Уфимской епархии» и приговорен к трём годам ссылки. Сослан в Челябинск, а затем в Ульяновск.
Принадлежал к церковному движению, возглавляемому архиепископом Андреем (Ухтомским). Вёл активную церковную деятельность. Через четыре месяца отсутствие без вести пропавшего григорианского архиерея Иоанникия (Соколовского), что было расценено как отказ от кафедры, и ВВЦС рекомендовал ульяновцам обратиться к находящемуся в ссылке в Ульяновске епископу Аввакуму (Боровкову) с просьбой возглавить епархию. Однако владыка был верным Церкви архипастырем и на льстивые предложения григориан ответил категорическим отказом. Он предпочёл быть обычным прихожанином Покровской церкви.
В 1928 обратился к чувашским верующим с письмом, в котором призывал их: «помните и знайте, что теперь нужно с особенной твёрдостью беречь святую веру и святыя предания, переданные нам от апостолов и святых отцов, а потому и вы устраивайтесь сами и избирайте себе сами достойного епископа, а не ждите, пока к вам пришлют какого-нибудь обновленца, который придёт и разрушит у вас всякое церковное дело». Чувашские православные, не признававшие власть митрополита Сергия, были объединены в «Союз православной церкви», участники которого в 1929 году признали своим архиереем епископа Аввакума. Их стали называть «аввакумовцами».
5 февраля 1931 году арестован как «руководитель организации церковников так называемой „автокефальной ориентации“», 23 июля освобожден в связи с прекращением дела.
В начале августа 1931 года арестован в Ульяновске за «распространение листовки под названием „Характеристика митрополита Сергия и его сподвижников по его декларации“, которая получила значение платформы организации церковников» и 8 сентября того же года тройкой при ПП ОГПУ СССР по Средне-Волжскому краю осуждён на 10 лет ИТЛ. По этому делу к такому же сроку лишения свободы был осуждён священник Василий Григорьевич Анисимов, рукоположённый епископом Аввакумом. Его дочь Евгения Васильевна Михайлова позднее вспоминала: «Что я помню о Владыке Аввакуме со слов отца как о человеке? Был он начитан, грамотен, на любой каверзный вопрос давал точный ответ, был строгий — тихоновец — безбожную власть не любил, но никогда и никому не советовал ни мстить, ни вредить, а относиться к власти, как заслуженной от Бога в наказание за грехи».
С апреля 1932 года находился в заключении в Беломорско-Балтийском лагере, где работал чертёжником, затем руководителем грунтовой группы в центральной лаборатории.

### Последний арест и смерть
В 1937 году арестован в лагере. Обвинён, в частности, в том, что «отбывая меру соц. защиты в ББЛАТ’е, з/к Боровков группировал вокруг себя з/к, служителей религиозного культа, с помощью последних систематически распространял антисоветскую агитацию об экономическом состоянии СССР, говоря, что: „Идея коммунизма — это обман, угнетенные национальности как были в кабальном рабстве, так и остались“, „властям да повинуйтесь, но это повиновение должно быть формально, помимо своей души“». 20 сентября 1937 тройкой НКВД Карельской АССР был приговорён к расстрелу. 15 октября 1937 расстрелян вблизи станции Медвежья Гора в урочище Сандормох.